# Boden- und Felsklasse
Eine Boden- und Felsklasse (vereinfachend oft Bodenklasse genannt) dient im Bauwesen der Unterteilung von Böden nach der Lösbarkeit und den erdbautechnischen Eigenschaften. Es gibt sieben Boden- und Felsklassen die Grundlage für die Kalkulation der Baukosten und die Auswahl geeigneter Grund-, Fels- und Erdbau-Verfahren. 

## Unterteilung in die Boden- und Felsklassen
Die Einteilung der Bodenklassen erfolgte nach ÖNORM B2205 „Erdarbeiten-Werkvertragsnorm“ bzw. nach der (bis 2010-04) DIN 18300 VOB/C „Erdarbeiten“ (Ab der Version 2015-08 wird in Homogenbereiche unterschieden):
- Bodenklasse 1: Oberboden (Mutterboden); oberste Bodenschicht, die neben anorganischen Stoffen auch Humus und Bodenlebewesen enthält.
- Bodenklasse 2: Fließende Bodenarten (Schöpfboden) von flüssiger bis zähflüssiger Beschaffenheit, die das Wasser schwer abgeben.
- Bodenklasse 3: Leicht lösbare Bodenarten; nichtbindige bis schwachbindige Sande, Kiese und Sand-Kies-Gemische mit bis zu 15 Gewichtsprozent Beimengungen an Schluff und Ton und mit höchstens 30 Gew.-% Steinen über 63 mm Korngröße und bis zu 0,01 m³ Rauminhalt, organische Bodenarten mit besserer als breiiger Konsistenz sowie Torfe.
- Bodenklasse 4: Mittelschwer lösbare Bodenarten; Gemische von Sand und Kies mit einem Anteil von mehr als 15 Gew.-% an Schluff und Ton, sowie bindige Bodenarten von leichter bis mittlerer Plastizität und höchstens 30 Gew.-% Steine von über 63 mm Korngröße bis zu 0,01 m³ Rauminhalt.
- Bodenklasse 5: Schwer lösbare Bodenarten; Bodenarten nach den Bodenklassen 3 und 4, jedoch mit mehr als 30 Gew.-% Steinen von über 63 mm Korngröße bis zu 0,01 m³ Rauminhalt; ebenso nichtbindige und bindige Bodenarten mit höchstens 30 Gew.-% Steinen von über 0,01 m³ bis 0,1 m³ Rauminhalt sowie ausgeprägt plastische Tone, die je nach Wassergehalt weich bis fest sind.
- Bodenklasse 6: Felsarten, die einen inneren, mineralisch gebundenen Zusammenhalt haben, jedoch stark klüftig, brüchig, bröckelig, schiefrig, weich oder verwittert sind, sowie vergleichbare verfestigte bindige und nichtbindige Bodenarten, wie sie z. B. durch Austrocknen, Gefrieren oder chemische Bindungen hervorgerufen werden; nichtbindige und bindige Bodenarten mit mehr als 30 Gew.-% Steinen von über 0,01 m³ bis 0,1 m³ Rauminhalt.
- Bodenklasse 7: Schwer lösbarer Fels; Felsarten, die einen inneren, mineralisch gebundenen Zusammenhalt und hohe Gefügefestigkeit haben und die nur wenig klüftig oder verwittert sind; felsgelagerter, unverwitterter Tonschiefer, Nagelfluhschichten, Schlackenhalden der Hüttenwerke sowie dergleichen.[1]

Zur Feststellung der Bodenklasse können Sachverständige der Geotechnik bzw. der Ingenieurgeologie beigezogen werden.
Nach der Einteilung des Bodens bzw. Fels in die jeweilige Bodenklasse wird die Wahl und der Einsatz von Geräten und Baumaschinen zum Lösen, Transport und Verdichten von Boden und Fels bestimmt. Von der Bodenklasse hängt des Weiteren ab, welchen Winkel eine Böschung maximal aufweisen darf, bis zu dem keine weiteren Maßnahmen zur Sicherung der Baugrube notwendig sind. Ist der planmäßige Böschungswinkel steiler als die Bodenklasse es selbst zulässt (z. B. bei Baugruben mit beengten Platzverhältnissen), sind Verbaumaßnahmen erforderlich, damit die herzurichtende Böschung während der Bauzeit nicht einstürzt.
Bei Böden, deren Zusammenhalt sich durch Frost, Austrocknen, Eindringen von Wasser oder durch Bildung von Gleitflächen verschlechtern kann, ist zu beachten, dass die Böschungen noch flacher ausgeführt werden müssen als bei den Bodenklassen 3 bis 7 angegeben, oder aber abgestufte Böschungen, sogenannte Bermen, herzustellen sind.

## Unterteilung in Homogenbereiche
Die oben genannten Einteilungen sind der VOB/C DIN 18300 Ausgabe 2012-09 entnommen. Mit der Ausgabe des VOB-Ergänzungsbandes 2015 mit DIN 18300 Ausgabe 2015-08 erfolgt eine grundsätzliche Änderung.
Künftig werden Boden und Fels in sogenannte Homogenbereiche eingeteilt. Homogenbereiche sind begrenzte Bereiche, die für Erdarbeiten vergleichbare Eigenschaften aufweisen.
Für die Homogenbereiche sind vorgeschriebene Eigenschaften und Kennwerte sowie deren ermittelte Bandbreite anzugeben, z. B. für Boden:
- ortsübliche Bezeichnung
- Korngrößenverteilung mit Körnungsbändern
- Massenanteil Steine, Blöcke und große Blöcke
- Dichte
- undränierte Scherfestigkeit
- Wassergehalt
- Plastizität
- Konsistenzzahl
- Lagerungsdichte
- organischer Anteil
- Bodengruppen nach DIN 18196